# Julian Szklarski
Julian Michał Szklarski (ur. 30 maja 1920 w Borysławiu, zm. 15 sierpnia 2012) – polski Sprawiedliwy wśród Narodów Świata.

## Życiorys
Julian Szklarski uczęszczał m.in. z Alfredem Schreyerem do Państwowego Gimnazjum Króla Władysława Jagiełły w Drohobyczu, gdzie rysunku nauczał go Bruno Schulz.
W 1942 r. Szklarski ewakuował z getta w Borysławiu do Krosna Alicję Feder wraz z córką Pauliną. Później przetransportował je do Biecza, gdzie zamieszkał z nimi na ponad rok. Po ostrzeżeniu od znajomego o planowanej przez Niemców rewizji uciekł razem z Alicją „Marią Trzeciak” i jej córką do Warszawy. Mimo „aryjskich papierów” Alicji, trójka wielokrotnie była zmuszana do przeprowadzek ze względu na tzw. zły wygląd Pauliny. Julian przetrwał powstanie warszawskie i doczekał końca wojny. Ukrywane przez niego Alicja Feder i jej córka w 1954 r. wyjechały do Izraela. Paulina Feder-Rosta przeniosła się potem do Kanady, pozostała w kontakcie z Julianem Szklarskim.
Między 1991 a 2008 r. członek zarządu Polskiego Towarzystwa Sprawiedliwych wśród Narodów Świata.
11 września 1994 decyzją Instytutu Jad Waszem odznaczony medalem Sprawiedliwych wśród Narodów Świata. W 2009 odznaczony Krzyżem Komandorskim Orderu Odrodzenia Polski. Zmarł 15 sierpnia 2012 r., został pochowany na Cmentarzu w Pyrach.